# Fjärrkyla

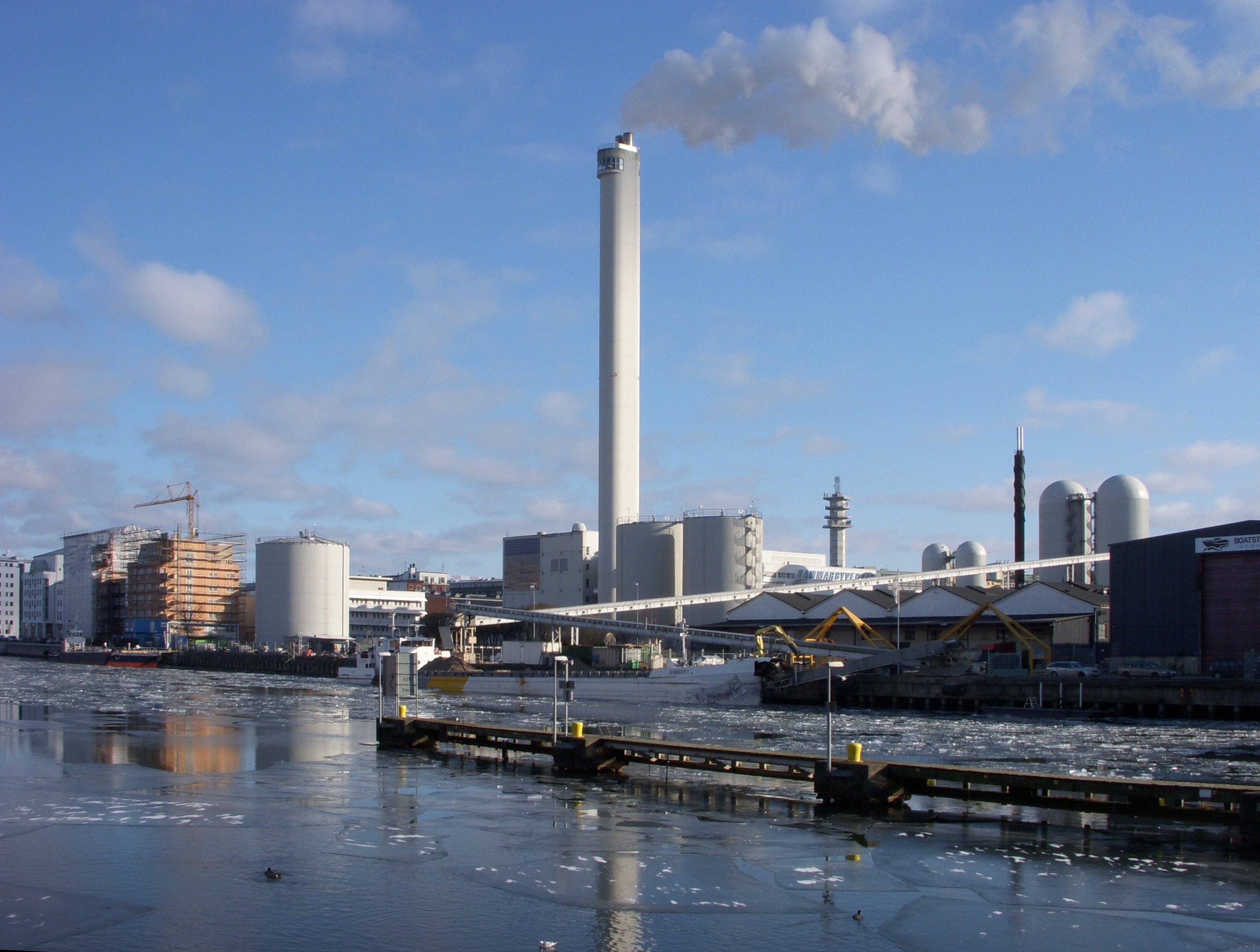
Hammarbyverket i Stockholm tillhandahåller både fjärrkyla och fjärrvärme.

Fjärrkyla, storskaligt system för kylning som fungerar enligt samma princip som fjärrvärme. Ett centralt aggregat kyler ner en köldbärare som sedan passerar genom den miljö som ska kylas. Fjärrkyla används till luftkonditionering (så kallad komfortkyla) men även för kylrum och liknande för till exempel förvaring av livsmedel.
Eftersom köldaggregatens verkningsgrad ökar med deras storlek är driften av fjärrkylesystem billigare än enskilda luftkonditioneringsaggregat. Dessutom kan man i ett stort system till exempel använda havsvatten för kylning av köldbäraren. Nackdelen är de stora anläggningskostnaderna, då det är dyrt att dra fjärrkyleledningar i småskaliga system. För kunden kan fjärrkyla beskrivas som en form av outsourcing, då denne inte behöver driva en egen kylanläggning och även slipper ta ansvar för köldmedier som ofta är hälso- och miljöfarliga.

## Teknologier

### Absorption
I stora fjärrvärmesystem med relativt billigt bränsle används ofta absorptionsvärmepump. Dessa aggregat drivs till skillnad från konventionella eldrivna kylanläggningar på värme. På grund av den lägre verkningsgraden krävs billig värme för att få lönsamhet.
Vid avfallsförbränning kan inte bränslet (soporna) lagras under sommaren då uppvärmningsbehovet är lågt utan man måste elda trots att värmen inte behövs. För att slippa vädra bort värmen utan att använda den till något nyttigt kan man använda den oönskade värmen i en absorptionsanläggning och producera kyla som under samma period är extra efterfrågad.

### Kompression
Kompressorkylmaskinen är den dominerande tekniken för köldalstring och är även vanlig för produktion av fjärrkyla, i synnerhet i länder med låga elpriser.
I en kompressorkylmaskin, eller värmepump, tillsätter man 1 del el och får ut ca 3 delar värme och 2 delar kyla, eller fysikaliskt korrekt uttryckt 1 del el plus 2 delar värme in ger 3 delar värme ut. I små anläggningar är det normalt antingen kylan eller värmen man eftersträvar. I kombinerade anläggningar för både fjärrvärme och fjärrkyla kan man sälja båda delarna. Detta innebär att den värme som förs bort med fjärrkylesystemet kan säljas som värme i fjärrvärmedelen med en elinsats motsvarande cirka en tredjedel av den erhållna värmen. Om värme och kyla istället tillhandahölls småskaligt är det mycket sannolikt att det skulle vara två separata anläggningar varav den ena skulle endast producera värme och den andra leverera kyla. Behovet av el för samma mängd värme och kyla halveras tack vare en kombinerad anläggning, till fördel både för ekonomi och miljö. Förutom att man halverar elförbrukningen och får ut samma mängd nyttig energi är stora värmepumpar lite effektivare än små av termodynamiska skäl.

### Frikyla
I de fall då man har tillgång till djupa sjöar eller hav kan kallt djupvatten användas som källa för kylan. Tack vare vattnets egenskap att ha som högst densitet vid 4 °C lägger sig vatten med den temperaturen på botten av sjöar och hav. Vid dessa temperaturer krävs endast värmeväxling mellan sjövattnet och fjärrkylenätet vilket gör att energiinsatsen i form av el för att tillhandahålla kylan blir mycket låg.

## Potential
Fjärrkylan växer i Sverige trots det jämförelsevis svala klimatet. Det tempererade klimatet ger upphov till behov av både värme och kyla.
På många håll är kolkondens och kärnkraft en dominerande produktionsform för elenergi. Dessa produktionsanläggningar har stora värmeöverskott som vädras bort och mycket väl skulle kunna driva absorptionskylanläggningar. I Sverige "kyler" man bort värmen i fjärrvärmenätet och har på så sätt nytta av överskottsvärmen eller producerar fjärrkyla med värmen. Om man valde att investera i fjärrkylenät i varmare länder med nuvarande produktionsanläggningar som värmekälla skulle detta få mycket positiva effekter på energianvändningen. På samma sätt som den svenska elproduktionen till stor ökar med sjunkande utomhustemperaturen stiger elbehovet på många varma platser istället med ökande utomhustemperatur.

## Räkneexempel med kolkraftverk
För att åskådliggöra nyttan av att använda fjärrkyla på platser där kontroversiell kolkraft används kan vi titta på följande räkneexempel:
Vi antar att det rör sig om en stad där det föreligger kylbehov vilket är vanligt. Kylan produceras med konventionell värmepumpsteknik som ger ca 2 delar kyla av 1 del el. All produktion med kondenskraftverk ger ca 1 del el och 2 delar värme. Det krävs således ett energitillskott till ett kolkondenskraftverk på 3 delar kol för att producera 1 del el, resten är normalt förluster som även de ger upphov till kontroversiella utsläpp av växthusgaser. Då denna kolel används i en ofta småskalig konventionell kylanläggning produceras (via 1 del el) 2 delar kyla av 3 delar kolenergi, eller 2/3 delar kyla per 1 del kolenergi.
Ifall vi istället använder värmeöverskottet från kolkondenskraftverket till absorptionskylning erhåller vi ca 1/2 delar kyla per 1 del kolenergi, men har 1/3 delar el kvar, och kan således få ut ytterligare 2/3 kyla via el, total alltså ca 5/6 delar kyla per 1 del kolenergi.
Alternativt kan vi utnyttja värme och kyla separat, då blir det ca 2/3 delar värme plus ca 2/3 delar kyla per 1 del kolenergi, total ca 4/3 delar värme plus kyla per 1 del kolenergi.

## Historia
Medan fjärrvärme på kommersiella grunder förekommit sedan 1877 dröjde det till 1960-talet innan fjärrkyla började byggas. Först ut var Hartford 1962. I Japan etablerades fjärrkyla på 1970-talet, med början i världsutställningen i Osaka 1970. Tillväxten var under flera år sedan koncentrerad till USA och Japan. I Europa hade system anlagts i La Défense 1967 och Hamburg 1968 men det dröjde till 1990-talet innan användningen tog fart, då främst i Frankrike, Sverige och Tyskland.
Sveriges första fjärrkyleanläggning togs i drift i Västerås 1992. Perioden 2012 till 2016 producerade ett trettiotal anläggningar fjärrkyla i Sverige, till ett medelvärde motsvarande 961,6 GWh värmeenergi per år . Den siffran är dock långt ifrån anläggningarnas potential. Undersökningar visar att den totala efterfrågan på fjärrkyla uppgår till motsvarande 2000 till 5000 GWh per år .
Från 2017 till 2021 har fjärrkylans medelvärde varit 1006,2 GWh per år . Nätlängden har ökat för varje år, vilket kan anses indikera att fler abonnenter önskar ha tillgång till fjärrkyla. Åren med hög sommartemperatur har haft betydligt högre energileverans.